# Frankenbergerius barratti
Frankenbergerius barratti är en skalbaggsart som beskrevs av Waterhouse 1876. Frankenbergerius barratti ingår i släktet Frankenbergerius och familjen bladhorningar. Inga underarter finns listade i Catalogue of Life.